# Behenato de plata
El Behenato de plata o Docosanoato de plata, es una sal de plata del ácido graso docosanoico o ácido behénico, CH3-(CH2)20COOH. Este último es obtenido del aceite de colza (canola). Su uso principal es como patrón interno para la técnica de análisis de difracción de bajo ángulo de rayos-X (SAXS, Small Angle X-Ray Scattering), muy común en ciencia de materiales.

## Aplicabilidad

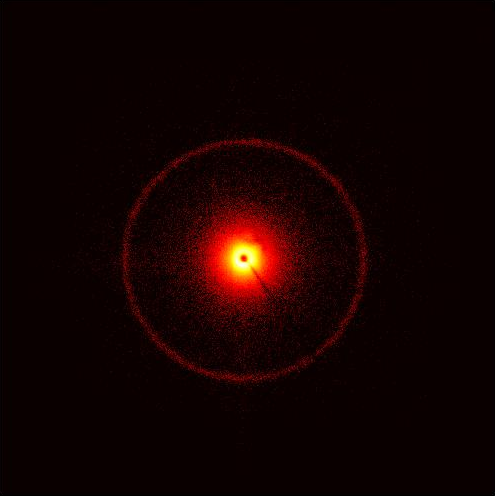
Difractograma de rayos X de bajo ángulo del beheneato de plata. Imagen obtenida con radiación de una fuente de CuKα y 0.154 nm de longitud de onda, 45 kV y 65 mA.

Los cristales lipídicos del behenato de plata han sido analizados mediante rayos-X de energía sincrotrón siendo los patrones de difracción comparados con los obtenidos mediante rayos-X convencionales de CuKα. y obteniéndose en ambos casos un patrón de periodicidad muy definido para valores de ángulos de difracción que van desde 1,5-20° en 2θ. Esto hace del beheneato de plata un buen patrón interno y externo para calibrar los ángulos de difracción pequeños. El valor del espaciado basal entre los principales planos cristalográficos es de d001= 5,8380(3) nm, siendo el número entre paréntesis la desviación estándar.

Sin embargo al presentar el behenato de plata un ensanchamiento de los picos en su zona media-baja debido al pequeño tamaño de sus cristales (<D>= 85-95 nm) no es aconsejable su uso para el calibrado del perfil de los picos.

## Recursos
- T.N. Blanton, T.C. Huang, H. Toraya, C.R. Hubbard, S.B. Robie, D. Louer, H.E. Gobel, G. Will, R. Gilles and T. Raftery (1995). «JCPDS - International Centre for Diffraction Data round robin study of silver behenate. A possible low-angle X-ray diffraction calibration standard». Powder Diffraction 10: 91-95.
- T.N. Blanton, C.L. Barnes and M. Lelental (2000). «Preparation of silver behenate coatings to provide low- to mid-angle diffraction calibration». J. Appl Cryst 33: 172-173. doi:10.1107/S0021889899012388.
- Matthews et al. (1950). Analyitical Chemistry 22: 514.
- Binnemans, K.; Van Deaun, R.; Thijs, B.; Vanwelkenhuysen, I.; Geuens, I.(2004) Structure and Mesomorphism of Silver Alkanoates. Chem. Mater. 16: 2021-2027. DOI: 10.1021/cm0345570

- Datos: Q8214765
- Multimedia: Silver behenate / Q8214765